# Герб Наталю
Герб Наталю - офіційний геральдичний символ Наталю як британської колонії з 1907 по 1910 рік, і як провінції Південної Африки з 1910 по 1994 рік. Зараз герб застарів.

## Історія
Як британська колонія, першим офіційним символом Наталю була Громадська печатка, дозволена королевою Вікторією в 1846 р., а також використовувана як значок прапора з 1870 р.
Печатка була стандартного зразка, який вперше увійшов у користування на Великій печаті Ньюфаундленда в 1839 р. і була описана так: КОЛОНІЯ НАТАЛЮ під рамкою. Сама рама виконана з королівським гербом, і по колу з'являється легенда VICTORIA DEI GRATIA BRITANNIAR. РЕГ. FD "На ній був зображений британський королівський герб у верхній половині; у нижній половині була орнаментальна рамка, що охоплювала сцену двох гну (гну), що скачуть по рівнині.
Гну стала популярним символом Наталю, і коли уряд у 1905 р. вирішив отримати офіційний герб, гну був очевидним вибором для дизайну. Герб, розроблений Г. Амброзом Лі, «Йорк Геральд» в Геральдичному коледжі, була надана королем Едуардом VII Королівським ордером 16 травня 1907 року.
Після того, як Наталь стала провінцією Південно-Африканського Союзу в 1910 році, адміністрація провінції взяла на себе колоніальний герб. Їх використовували як провінційний герб, поки Наталь не був відновлений як Квазулу-Натал у 1994 році.

## Блазон
У своєму первісному вигляді, використовуваному колоніальним урядом, герб 1907 року складався лише із щита, описаного так:
Лазурне поле, перед горами і на рівнині дві чорних антилопи гну.
Адміністрація провінції прикрасила герб, поставивши над щитом імператорську корону (так звану "корону Тюдорів"), а під нею - стрічку з написом "Наталь". Новий стандарт герба був представлений у 1930 році, змінили деталі корони, замінивши лілеї на хрестики і опустивши перлини з поперечної арки. Ця версія з'явилася в Офіційному віснику провінції та інших публікаціях.
Герб був створений в такому вигляді в Геральдичному коледжі в липні 1955 р. та зареєстрований у Геральдичному бюро в січні 1969 р.

## Зовнішні посилання
- Вебсайт Південноафриканської геральдики